# شهرستان گولیشمانوفسکی
شهرستان گولیشمانوفسکی (به لاتین: Golyshmanovsky District) یک شهرستان در روسیه است که در استان تیومن واقع شده‌است.